# Смиковецька сільська рада
Смикове́цька сільська́ ра́да — адміністративно-територіальна одиниця та орган місцевого самоврядування в Тернопільському районі Тернопільської області. Адміністративний центр — село Смиківці.

## Загальні відомості
Смиковецька сільська рада утворена в 1992 році.
- Територія ради: 1,279 км²
- Населення ради: 1 035 осіб (станом на 2001 рік)
- Територією ради протікає річка Гніздечна

## Населені пункти
Сільській раді підпорядковані населені пункти:
- с. Смиківці

## Населення
За переписом населення України 2001 року в сільській раді мешкали 1032 особи.

### Мова
Розподіл населення за рідною мовою за даними перепису 2001 року:
| Мова       | Відсоток |
| ---------- | -------- |
| українська | 99,42 %  |
| російська  | 0,48 %   |
| молдовська | 0,10 %   |

## Склад ради
Рада складається з 12 депутатів та голови.
- Голова ради: Сидяга Володимир Степанович

### Керівний склад попередніх скликань
| Прізвище, ім'я, по батькові | Основні відомості                                    | Дата звільнення |
| --------------------------- | ---------------------------------------------------- | --------------- |
| Висоцька Галина Ярославівна | Сільський голова, 1959 року народження, безпартійний | 31.10.2010      |

Примітка: таблиця складена за даними сайту Верховної Ради України

### Депутати
За результатами місцевих виборів 2010 року депутатами ради стали:

#### За суб'єктами висування
| Суб'єкт висування | Кількість обраних депутатів | %   |
| ----------------- | --------------------------- | --- |
| Самовисування     | 16                          | 100 |

#### За округами
| № округу | Прізвище, ім'я, по батькові      | Дата визнання обраним | Освіта  | Партійна приналежність | Відомості про обраного депутата                                                     |
| -------- | -------------------------------- | --------------------- | ------- | ---------------------- | ----------------------------------------------------------------------------------- |
| 1        | Домша Любов Степанівна           | 31.10.2010            | вища    | позапартійна           | Смиковецька сільська рада, земевпорядник                                            |
| 2        | Якименко Володимир Олександрович | 31.10.2010            | середня | позапартійний          | ТОВ «Нова газ», заправник, комп'ютерщик                                             |
| 3        | Качаровський Володимир Іванович  | 31.10.2010            | вища    | позапартійний          | приватний підприємець                                                               |
| 4        | Тучманович Ігор Михайлович       | 31.10.2010            | вища    | позапартійний          | пенсіонер                                                                           |
| 5        | Левчик Олена Євгенівна           | 31.10.2010            | вища    | позапартійна           | Дитячий садок, вихователь                                                           |
| 6        | Антків Петро Адамович            | 31.10.2010            | середня | позапартійний          | тимчасово не працює                                                                 |
| 7        | Паращук Богдан Зіновійович       | 31.10.2010            | вища    | позапартійний          | тимчасово не працює                                                                 |
| 8        | Яремчук Ірина Йосипівна          | 31.10.2010            | середня | позапартійна           | тимчасово не працює                                                                 |
| 9        | Савка Михайло Михайлович         | 31.10.2010            | середня | позапартійний          | пенсіонер                                                                           |
| 10       | Дуфанець Віталій Євгенович       | 31.10.2010            | вища    | позапартійний          | Тернопільське державне науково-технічне підприємство «Промінь», інженер І категорії |
| 11       | Рій Володимир Михайлович         | 31.10.2010            | вища    | позапартійний          | ТОДПІ, державний сужбовець                                                          |
| 12       | Богдан Людмила Богданівна        | 31.10.2010            | вища    | позапартійна           | Смиковецька загальноосвітня школа, вчитель                                          |
| 13       | Триюда Світлана Євгенівна        | 31.10.2010            | вища    | позапартійна           | Смиковецька сільська рада, начальник ВОС                                            |
| 14       | Кузь Ярослава Василівна          | 31.10.2010            | вища    | позапартійна           | Тернопільська міська рада, економіст                                                |
| 15       | Гавліч Галина Ярославівна        | 31.10.2010            | вища    | позапартійна           | Смиковецька сільська рада, секретар                                                 |
| 16       | Миколишин Богдан Васильович      | 05.11.2012            | вища    | позапартійний          | ТОВ «Кенотрон», директор                                                            |